# Хлебодаровка (Оренбургская область)
Хлебода́ровка — посёлок в Асекеевском районе Оренбургской области. Входит в состав Кислинского сельсовета.

## История
В 1966 году указом Президиума Верховного Совета РСФСР посёлок Алексеевка переименован в Хлебодаровку.

## Население
| 2010 |
| ---- |
| 0    |

## Улицы
В посёлке имеется одна улица — Набережная.